# TweeSteden Ziekenhuis
Het TweeSteden Ziekenhuis was een op 1 januari 1997 ontstaan ziekenhuis uit de fusie tussen van het St. Nicolaas ziekenhuis in Waalwijk en het Maria ziekenhuis in Tilburg. Deze vestigingen gaven het ziekenhuis zijn naam en bestaan nog steeds, maar er is ook nog een Oisterwijkse polikliniek; deze is medio 2022 gesloten. Het TweeSteden Ziekenhuis is regionaal georiënteerd en heeft als algemeen ziekenhuis de gangbare specialismen in huis. Het ziekenhuis gaat na de fusie met het Sint Elisabeth Ziekenhuis verder als het Elisabeth-TweeSteden Ziekenhuis. 

## Fusie met St. Elisabeth Ziekenhuis
In Tilburg is ook nog het bovenregionale Sint Elisabeth Ziekenhuis gevestigd. De ziekenhuizen willen fuseren, met een gezamenlijke raad van bestuur. De fusie is op 2 november 2012 goedgekeurd door de NMA nadat de ziekenhuizen, in reactie op zorgen van de NMA, hebben toegezegd tot 2016 hun prijsstijgingen in principe onder het landelijk gemiddelde te houden. De vestigingen blijven open, maar sommige specialismen worden geconcentreerd per locatie; neurologie en neurochirurgie in het St. Elisabeth en cardiologie in het Tweesteden.

## Locaties
De drie locaties van het TweeSteden Ziekenhuis zijn: 
- Vestiging Tilburg aan de Dr. Deelenlaan in het noorden van Tilburg.
- Vestiging Waalwijk aan de Kasteellaan ten westen van het Waalwijkse centrum.
- Polikliniek Oisterwijk aan de Moergestelseweg aan de oostkant van het dorp (medio 2022 gesloten)

Aan de westkant van het ziekenhuisterrein, aan de Brugstraat, bevindt zich het onafhankelijke Instituut Verbeeten voor radiotherapie en nucleaire geneeskunde dat in de regio vooral bekend is om de bestralingen voor kankerpatiënten. Organisatorisch is dit een apart ziekenhuis. Aan de overkant van de Dr. Eygenraamstraat, tussen het ziekenhuis en het Wilhelminakanaal, ligt verder De Hazelaar, behandelcentrum voor verzorging, verpleging en reactivering.